# Мархаматський район

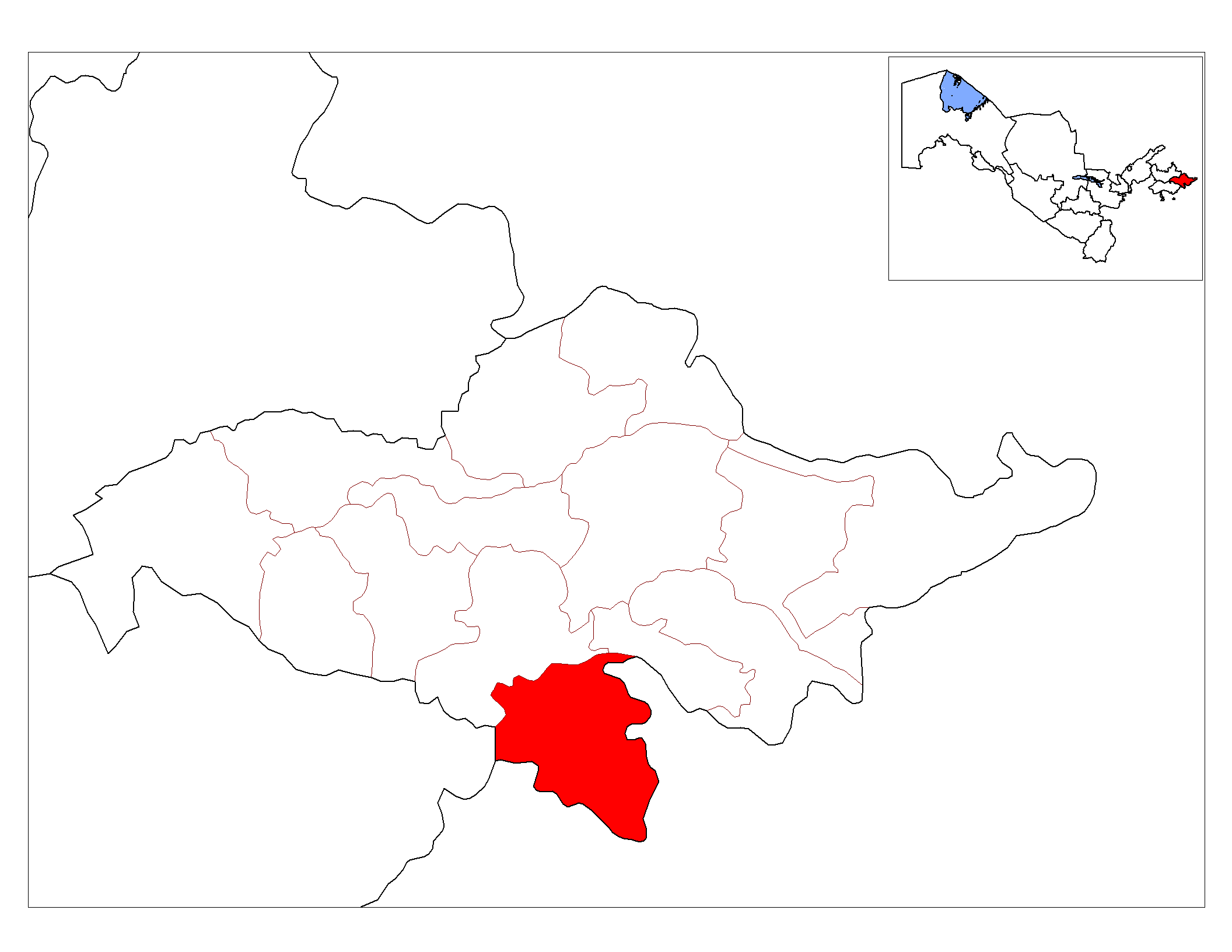
Розташування району на карті області

Мархама́тський район (узб. Марҳамат тумани, Marhanat tumani) — один з 14 районів (тумані) Андижанської області, в Узбекистані. Розташований в південній частині області.
Утворений 29 вересня 1926 року. У 1963 році до Мархаматського району був приєднаний Ленінський. 15 лютого 1965 року район знову став Ленінським. Відновлення Мархаматського району відбулося 7 грудня 1970 року.
Площа району становить 320 км².
Населення становить 133,4 тис. осіб. Більшу частину складають узбеки. Проживають також таджики, киргизи, росіяни, татари, корейці, уйгури, казахи, українці та інші народи. Щільність населення становить 437 чол./км².
Район складається з 1 міста (шахарі) — Мархамат, 1 селища (шахарча) — Палванташ та 5 сільських рад (кішлак-фукаролар-їгині) — Карабогіш, Каракурган, Кутарма, Мархамат, Шукурмерган.
Адміністративний центр — місто Мархамат.

## Природа
На півночі та північному сході рівнини, інша територія — передгір'я. Гори Алайського хребта, Улуггог та адири Туямуюн утворюють гірську систему Аїм-Мархамат-Ходжаабад.
Клімат різко континентальний. Пересічні температури липня +26,1 °C, січня −2,9 °C. Вегетаційний період становить 220 днів. За рік випадає в середньому 218—320 мм опадів. Переважаючи вітри — східні та південно-західні.
Територією району протікає річка Аравансай та проходять канали — Шахрихансай, Каркідон та Південний Ферганський канал.
Ґрунти в основному сіроземи, на адирах збагачені, в передгір'ях лучні сіроземи, лучні та болотисто-лучні.
На цілинних ділянках зростають полин, лебеда, злакові, ефемери та ефемероїди, по берегам саїв та в місцях виходу підземних вод зростають тополя, верба, чагарники. Серед диких тварин поширені лисиця, вовк, шакал, заєць.

## Дивись також
- Список населених пунктів Андижанської області
- Ферганська долина,